# مباشر من بغداد (فلم)
مباشر من بغداد هو فيلم تلفزيوني أنتج في عام 2002 من قبل اتش بي او. كان من إخراج ميك جاكسون وكتبه روبرت وينر على أساس كتاب وينر الذي كان بنفس العنوان. تم عرض الفيلم خلال المرحلة التمهيدية لغزو العراق.
يلعب مايكل كيتون دور المنتج روبن ويينر في موقع سي إن إن في بغداد عاصمة العراق خلال حرب الخليج الثانية في عام 1991. يركز الفيلم على تغطية وسائل الإعلام (في المقام الأول سي إن إن) للحرب. في الأساس العمل درامي والشخصيات تتصارع مع الأخلاق والآثار المترتبة على الصحافة على مدار 24 ساعة في الأيام التي سبقت وأثناء القصف بقيادة الولايات المتحدة على بغداد.

## القصة
في الثاني من أغسطس 1990 دخلت القوات والدبابات العراقية مدينة الكويت في الوقت الذي يبدأ فيه الغزو العراقي للكويت. في أتلانتا تختار سي إن إن روبرت ويينر (مايكل كيتون) وطاقمه للذهاب إلى بغداد لتغطية الغزو. في مطار روما الدولي يلتقي ويينر زميلته ومنتجته إنغريد فورمانيك (هيلينا بونهام كارتر). وصل ويينر وطاقمه إلى بغداد في 23 أغسطس وحجزوا في فندق الرشيد.
عندما يستقرون في غرفهم الفندقية يلاحظون أنه يجري رصدهم. قدم الطاقم تقريره الأول عن صبي بريطاني شاب احتجزه صدام حسين (جيري هاليفا). بينما يواصلون الإبلاغ عن القصص فإنهم يتعرضون للضغوط من قبل الحكومة العراقية. ويينر يلتقي في وقت لاحق وزير الاعلام العراقي ناجي صبري (ديفيد سيجت) ويطلب بعض المعدات ومقابلة مع حسين. يصبح ويينر وصبري أصدقاء.
ويينر وطاقمه يحصلون على مقابلة مع الأمريكيين الذين أجبروا على البقاء في البلاد من قبل الحكومة العراقية. يستخدم العراقيون الرهائن الأمريكيين كدروع بشرية لمواقع القصف المحتملة. بعد مقابلة طاقم ويينر أمريكي يدعى بوب فينتون (مورفي دان) فإن فينتون يختفي. ويينر يصبح قلقا بشأن فينتون. في وقت لاحق يعطي صبري لدان راذير من سي بي إس حق إجراء مقابلة مع صدام حسين بدلا من ويينر. بدلا من مقابلة حسين يعطي صبري ويينر وطاقمه رحلة إلى الكويت. يصلون إلى قاعدة القوات الجوية في الجهراء بالكويت في 17 أكتوبر. يغطي الطاقم قصة الحاضنة في ثلاثة مستشفيات ولكن العراقيين بعد ذلك يوقفون المقابلات لأن طاقم سي إن إن كسر بعض القواعد الأساسية. بمجرد وصولهم إلى بغداد يصبح ويينر وطاقمه محور قصة أنهم الأمريكيون الوحيدون في الكويت.
بعد نقاش بين وينر وصبري فإن الأخير يوافق على إعطاء سي إن إن مقابلة مع صدام حسين. في 29 أكتوبر قام برنارد شو (روبرت ويسدوم) وطاقم شبكة سي إن إن بمقابلة صدام حسين في أحد قصوره الرئاسية. في المقابلة قال حسين أن انسحاب العراق من الكويت سيكون مثل الانسحاب الأمريكى من هاواي. يغطي الطاقم الإفراج عن الرهائن الأميركيين من العراق. ويينر يجد بوب فينتون ويتأثر عاطفيا بسبب كونه في أمان.
تعطي الأمم المتحدة العراق مهلة حتى 15 يناير 1991 للانسحاب من الكويت أو مواجهة عمل عسكري. مع انتهاء المهلة النهائية يرى الطاقم أن الجيش العراقي يقوم بتركيب مدافع مضادة للطائرات في بغداد. ثم يحصل الطاقم على قطعة من المعدات تسمى الأسلاك الأربعة مما يتيح لهم الاتصالات بسي إن إن في أتلانتا. الأسلاك الأربعة هي في الأساس خط هاتف مباشر لمرفق سي إن إن في الأردن. من تلك النقطة يمكن أن تصل إلى الأقمار الصناعية أعلاه ثم نقلها إلى أتلانتا مقر سي إن إن. يجد العراقيون في نهاية المطاف أن الطاقم أقام اتصالات مع أتلانتا. طاقم سي إن إن هو مجموعة الأخبار الأجنبية الوحيدة مع الأسلاك الأربعة. في 9 يناير يعتقد الطاقم في نهاية المطاف أنه ستكون هناك حرب.
يصل برنارد شو إلى بغداد مرة أخرى في 13 يناير لمقابلة صدام حسين في الموعد المحدد. بمجرد انتهاء الموعد النهائي تكون الشوارع في بغداد فارغة وتغلق الشركات. يبدأ الأميركيون والمجموعات الإخبارية الأجنبية في إخلاء بغداد في 15 يناير خوفا من الضربات الأميركية. ويينر يقرر البقاء وبعض من أعضاء الطاقم يقرر المغادرة. في حوالي الساعة الثالثة من صباح يوم 17 يناير بدأ مقاتلون في طائرات إف - 117 نايت هوك بقصف بغداد. يبدأ الجنود العراقيون في إطلاق مدافع مضادة للطائرات في السماء لاسقاط القاذفات. بمجرد أن تبدأ ضربات القصف يبدأ مراسلو شبكة سي إن إن برنارد شو (روبرت ويسدوم) وجون هوليمان (جون كارول لينتش) وبيتر آرنت (بروس ماكجيل) في الإبلاغ عن التفجيرات التي وقعت على سلك الاتصالات الأربعة. تبث التقارير مباشرة على شبكة سي إن إن في أمريكا. يظهر الفيلم وجهة نظر صدام حسين والرئيس الأمريكي جورج بوش الأب يشاهدان تقارير شبكة سى إن إن الإخبارية. كما أنه يتخلل لقطات أرشيفية فعلية لمراسي الأخبار من الشبكات المتنافسة إذ يتعين عليها الإبلاغ عن البث المباشر لشبكة سي إن إن حيث أن شبكة سي إن إن هي مصدر الأخبار الوحيد الذي يرسل خلال تفجير بغداد. أما اللقطات الأرشيفية الأخرى فهي ديك تشيني خلال مؤتمر صحفي لوزير الدفاع في عهد بوش حيث قال: «أفضل تغطية رأيت ما حدث في بغداد كانت على شبكة سي إن إن» ومذيع هيئة الإذاعة الوطنية للأخبار توم بروكاو يقول: «كانت سي إن إن تسمى الشبكة الصغيرة التي لم تعد شبكة صغيرة».
في حوالي الخامسة صباحا يضطر الطاقم إلى التوقف عن تقديم التقارير من قبل صبري والجنود العراقيين.
يغادر معظم الطاقم بغداد بما في ذلك فورمانيك وشاو. ويينر يبقى ويعود إلى أمريكا في 23 يناير. انتهى الفيلم بتبيان تدمير المباني بعد قصف بغداد.

## الممثلون
- مايكل كيتون في دور روبرت ويينر منتج سي إن إن الذي يشق العراق ويرفض الفرار عندما هربت جميع محطات البث الإخبارية الأخرى من العراق. فهو حكيم في تعامله مع البيروقراطية العراقية.
- هيلينا بونهام كارتر في دور إنغريد فورمانك زميلة روبرت التي توافق على مغادرة بغداد مع الصحفيين الآخرين. هناك تلميحات بأنها تنجذب إلى روبرت عاطفيا. حصلت على ترشيح جائزة إيمي وجائزة جولدن جلوب من أجل دورها في الفيلم.
- ديفيد سيجت في دور ناجي صبري الحديثي وزير الإعلام الذي يصادق روبرت ويينر ويقدم روبرت نظرة ثاقبة على الجانب العراقي من الحرب.
- بول غيلفويل في دور إد تيرنر رئيس سي إن إن.
- مايكل كودليتز في دور توم ميرفي مراسل سي إن إن الذي يأتي كجزء من طاقم ويينر في البداية ويصدر بعض التقارير ولكن في نهاية المطاف يترك العراق.
- جوشوا ليونارد في دور مارك بيلو مصور الطاقم.
- ليلي تايلور في دور جودي باركر فنية الصوت في الطاقم الذي يرافق روبرت.
- هاميش لينكليتر في دور ريتشارد روث مراسل سي إن إن الذي دعي في عمان ليحل محل ميرفي. يترك روث العراق في نهاية المطاف ليحل محله هوليمان ولكنه يبقى على المسار كما أنه ينظر إليه مع قناع الغاز من تل أبيب بعد فترة وجيزة من بدء حرب الخليج الثانية.
- جون كارول لينتش في دور جون هوليمان مراسل سي إن إن المخضرم الذي يتم تعيينه لمكتب النفط. ينضم لاحقا إلى طاقم ويينر في بغداد للإبلاغ عن العمل من المكان أحد الصحفيين الثلاثة لتغطية تفجير بغداد على الهواء مباشرة.
- بروس ماكجيل في دور بيتر آرنت مراسل سي إن إن النيوزيلندي الأميركي المخضرم مع خبرة في زمن الحرب ينضم إلى طاقم ويينر بعد التوترات السياسية وهو أحد ثلاثة صحفيين يقومون بتغطية قصف بغداد مباشرة.
- روبرت ويسدوم في دور برنارد شو مراسل سي إن إن المخضرم الذي يسافر إلى بغداد مرتين للانضمام إلى ويينر - أولا لمقابلة صدام حسين وثانيا عندما كان يعتقد أن صدام سيعطي مقابلة أخرى حيث يمكن أن يوقف المواجهة مع الغرب. غير أن هذه المقابلة لم تحدث أبدا وتبدأ حرب الخليج الثانية في 17 يناير وهو اليوم الذي يعد فيه أحد الصحفيين الثلاثة لتغطية تفجير بغداد.

## النقد
تلقى الفيلم تعليقات إيجابية من نقاد السينما. أعطى سبعة من النقاد المهنيون في موقع روتن توميتوز تقارير بنسبة 100٪ بينما كان معدل الجمهور 7/10.